# Abacetus bisignatus
Abacetus bisignatus es una especie de escarabajo terrestre de la subfamilia Pterostichinae.  Fue descrito por Henry Walter Bates en 1890. 